# Microrregión de Divinópolis
La microrregión de Divinópolis es una de las microrregiones del estado brasileño de Minas Gerais perteneciente a la mesorregión Oeste de Minas. Su población fue estimada en 2006 por el IBGE en 449.710 habitantes y está dividida en once municipios. Posee un área total de 5.090,728 km². Los principales municipios de la microrregión son Itaúna, Nova Serrana y Divinópolis.

## Municipios
- Carmo do Cajuru
- Cláudio
- Conceição do Pará
- Divinópolis
- Igaratinga
- Itaúna
- Nova Serrana
- Perdigão
- Santo Antônio do Monte
- São Gonçalo do Pará
- São Sebastião do Oeste

- Datos: Q430676